# Sambórz Duży
Sambórz Duży – jezioro na Pojezierzu Ińskim, położone w woj. zachodniopomorskim, w powiecie łobeskim, w gminie Węgorzyno.
Powierzchnia zwierciadła wody wynosi 46,12 ha.
Zbiornik w typologii rybackiej jest jeziorem karasiowym. 
Administratorem wód Samborza Dużego jest Regionalny Zarząd Gospodarki Wodnej w Szczecinie. 
Z jeziora wypływa ciek wodny będący dopływem rzeki Uklei.
Ok. 1,1 km na wschód od jeziora leży wieś Sielsko.
W 1955 roku zmieniono urzędowo niemiecką nazwę jeziora – Groß Zammer See, na polską nazwę – Ząbrzysko. W 2006 roku Komisja Nazw Miejscowości i Obiektów Fizjograficznych w wykazie hydronimów przedstawiła nazwę Sambórz Duży. Zbiornik o nazwie dawnej nazwie Klein Zammer See znajduje się ok. 1 km na południe od Samborza Dużego.